# Соляники (Белопольский район)
Соляники (укр. Соляники) — село,
Искрисковщинский сельский совет,
Белопольский район,
Сумская область,
Украина.
Код КОАТУУ — 5920683505. Население по переписи 2001 года составляло 92 человека . В мае 2025 года объявлена эвакуация населённого пункта.

## Географическое положение
Село Соляники находится в 3-х км от истоков реки Волфа.
На расстоянии в 0,5 км расположено село Новоивановка.
Рядом проходит железная дорога, станция Платформа 308 км.